# Genlisea pygmaea
Genlisea pygmaea es una planta del género Genlisea originaria de Sudamérica.